# Cristian Gamboa
Cristian Esteban Gamboa Luna (Liberia, 24 oktober 1989) is een Costa Ricaans voormalig voetballer die doorgaans speelde als rechtsback. Tussen 2009 en 2025 was hij actief voor Municipal Liberia, Fredrikstad FK, FC Kopenhagen, Rosenborg BK, West Bromwich Albion, Celtic en VfL Bochum. Gamboa maakte in 2010 zijn debuut in het Costa Ricaans voetbalelftal en kwam uiteindelijk tot negenenzeventig interlandoptredens.

## Clubcarrière
Gamboa speelde in zijn vaderland Costa Rica voor Municipal Liberia. In de zomer van 2010 sloot hij zich aan bij Fredrikstad FK, waar hij één seizoen lang speelde. In 2011 verkaste de verdediger naar FC Kopenhagen. Hij speelde echter alleen in de UEFA Europa League voor de club en in 2012 speelde hij op huurbasis bij Rosenborg BK. Die club nam hem in de zomer van 2012 ook definitief over; hij tekende een vijfjarige verbintenis bij de Noorse club. Met Rosenborg bereikte hij de tweede plaats in de competitie in 2013.
In 2014 maakte de Costa Ricaan de overstap naar West Bromwich Albion. In twee seizoenen tijd speelde hij elf wedstrijden voor West Brom. Na twee jaar bij de Engelse club tekende Gamboa voor drie jaar bij Celtic, waar hij de concurrentie aan moest gaan met Mikael Lustig en Saidy Janko. Na die drie jaar stapte hij transfervrij over naar VfL Bochum. Gamboa promoveerde na het seizoen 2020/21 met die club naar de Bundesliga. In oktober 2023 werd zijn verbintenis opengebroken en met een jaar verlengd tot medio 2025. Hij besloot na het seizoen 2024/25 op vijfendertigjarige leeftijd een punt achter zijn actieve loopbaan te zetten.

## Interlandcarrière
Gamboa maakte op 26 januari 2010 zijn debuut in het Costa Ricaans voetbalelftal, toen er met 3–2 verloren werd van Argentinië, net als Argenis Fernández, Juan Guzmán, Juan Diego Monge, Bryan Oviedo, Diego Madrigal en Diego Estrada. De verdediger mocht in de basis beginnen en speelde het gehele duel mee. In mei 2014 werd Gamboa door bondscoach Jorge Luis Pinto opgenomen in de selectie voor het wereldkampioenschap voetbal in Brazilië.

## Erelijst
| Competitie                          |                   |                           |                   |                   |
| Competitie                          | Aantal            | Jaren                     |                   |                   |
| Municipal Liberia                   | Municipal Liberia | Municipal Liberia         | Municipal Liberia | Municipal Liberia |
| ----------------------------------- | ----------------- | ------------------------- | ----------------- | ----------------- |
| Primera División (Winnaar Clausura) | 1                 | 2009                      |                   |                   |
| FC Kopenhagen                       |                   |                           |                   |                   |
| Landspokalturnering                 | 1                 | 2011/12                   |                   |                   |
| Celtic                              |                   |                           |                   |                   |
| Premiership                         | 3                 | 2016/17, 2017/18, 2018/19 |                   |                   |
| Scottish Cup                        | 1                 | 2016/17                   |                   |                   |
| League Cup                          | 2                 | 2016/17, 2018/19          |                   |                   |